# Biviers
Biviers és un municipi francès situat al departament de la Isèra i a la regió d'Alvèrnia-Roine-Alps. L'any 2007 tenia 2.344 habitants.

## Demografia

### Població
El 2007 la població de fet de Biviers era de 2.344 persones. Hi havia 897 famílies de les quals 156 eren unipersonals (55 homes vivint sols i 101 dones vivint soles), 351 parelles sense fills, 314 parelles amb fills i 76 famílies monoparentals amb fills.
La població ha evolucionat segons el següent gràfic:
Habitants censats

### Habitatges
El 2007 hi havia 946 habitatges, 901 eren l'habitatge principal de la família, 19 eren segones residències i 26 estaven desocupats. 874 eren cases i 67 eren apartaments. Dels 901 habitatges principals, 767 estaven ocupats pels seus propietaris, 114 estaven llogats i ocupats pels llogaters i 20 estaven cedits a títol gratuït; 5 tenien una cambra, 19 en tenien dues, 60 en tenien tres, 143 en tenien quatre i 675 en tenien cinc o més. 795 habitatges disposaven pel capbaix d'una plaça de pàrquing. A 249 habitatges hi havia un automòbil i a 623 n'hi havia dos o més.

### Piràmide de població
La piràmide de població per edats i sexe el 2009 era:
| Homes | Edats   | Dones |
| ----- | ------- | ----- |
| 0     | 95 o +  | 8     |
| 0     | 90 a 94 | 8     |
| 8     | 85 a 89 | 20    |
| 12    | 80 a 84 | 12    |
| 40    | 75 a 79 | 28    |
| 32    | 70 a 74 | 28    |
| 88    | 65 a 69 | 88    |
| 84    | 60 a 64 | 100   |
| 88    | 55 a 59 | 104   |
| 108   | 50 a 54 | 92    |
| 80    | 45 a 49 | 84    |
| 100   | 40 a 44 | 64    |
| 52    | 35 a 39 | 92    |
| 44    | 30 a 34 | 60    |
| 32    | 25 a 29 | 40    |
| 72    | 20 a 24 | 64    |
| 64    | 15 a 19 | 96    |
| 124   | 10 a 14 | 84    |
| 72    | 5 a 9   | 124   |
| 48    | 0 a 4   | 40    |

## Economia
El 2007 la població en edat de treballar era de 1.446 persones, 907 eren actives i 539 eren inactives. De les 907 persones actives 851 estaven ocupades (455 homes i 396 dones) i 56 estaven aturades (26 homes i 30 dones). De les 539 persones inactives 151 estaven jubilades, 252 estaven estudiant i 136 estaven classificades com a «altres inactius».

### Ingressos
El 2009 a Biviers hi havia 915 unitats fiscals que integraven 2.440 persones, la mediana anual d'ingressos fiscals per persona era de 32.103 €.

### Activitats econòmiques
Dels 96 establiments que hi havia el 2007, 2 eren d'empreses de fabricació de material elèctric, 3 d'empreses de fabricació d'altres productes industrials, 9 d'empreses de construcció, 17 d'empreses de comerç i reparació d'automòbils, 4 d'empreses de transport, 2 d'empreses d'hostatgeria i restauració, 4 d'empreses d'informació i comunicació, 3 d'empreses financeres, 9 d'empreses immobiliàries, 20 d'empreses de serveis, 16 d'entitats de l'administració pública i 7 d'empreses classificades com a «altres activitats de serveis».
Dels 15 establiments de servei als particulars que hi havia el 2009, 2 eren tallers de reparació d'automòbils i de material agrícola, 2 guixaires pintors, 1 fusteria, 1 lampisteria, 2 empreses de construcció, 2 perruqueries, 1 restaurant, 3 agències immobiliàries i 1 tintoreria.
Dels 4 establiments comercials que hi havia el 2009, 1 era un supermercat, 1 una botiga de material esportiu, 1 un drogueria i 1 una floristeria.

## Equipaments sanitaris i escolars
L'únic equipament sanitari que hi havia el 2009 era una farmàcia.
El 2009 hi havia 1 escola maternal i 1 escola elemental.

## Poblacions més properes
El següent diagrama mostra les poblacions més properes.